# Laodâmia
Laodêmia, filha de Acasto, era a esposa de Protesilau, governador da Tessália, o primeiro grego assassinado quando a esquadra grega alcançou o litoral de Troia, por ocasião da famosa guerra. Quando a notícia da morte do marido chegou à Laodâmia, ela implorou aos deuses para que a deixassem vê-lo ao menos mais uma vez por curto período de tempo. Suas súplicas foram atendidas, e Hermes trouxe seu marido do mundo subterrâneo para uma visita de três horas.
Posteriormente, Laodâmia fez uma estátua de bronze do marido, com o pretexto de prestar culto a ele. Os servos, quando a encontraram abraçada e beijando a estátua, acreditaram que ela tinha arrumado um amante, e chamaram seu pai Acasto. Porém, quando este entra no quarto, descobre que ela havia colocado uma pira sob a estátua, e queimou até a morte.